# Rafeiro do Alentejo

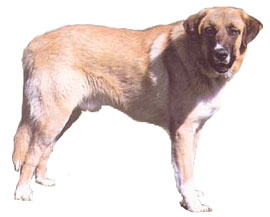
Outro rafeiro do Alentejo

O Rafeiro do Alentejo, também chamado de Mastim do Alentejo, é uma antiga raça canina originária da região alentejana de Portugal, utilizada como cão de guarda de rebanhos.

## Aparência
O Rafeiro do Alentejo é uma das maiores raças portuguesas e das mais bonitas. As fêmeas têm entre 64 a 70 cm e os machos vão desde os 66 até aos 74 cm. O peso varia em torno entre os 35 e os 50 kg nas fêmeas e entre os 45 e 60 kg nos machos. 

O Rafeiro do Alentejo é um molosso, de grande porte, forte e com aspecto rústico. A cabeça lembra a de um urso, com maxilares fortes e musculosos. O nariz é largo e escuro. Os olhos são escuros e de olhar suave e as orelhas triangulares e pendentes. O pescoço é curto e forte.
O corpo do Rafeiro do Alentejo é mais comprido do que alto. Os membros são musculosos. A cauda é comprida e pode ser ligeiramente curvada ou voltada na extremidade, mas não quebrada.
O pelo desta raça é de preferência de tamanho médio, mas também pode ser curto. Espesso e liso, o pelo distribui-se de forma igualitária pelo corpo. Pode ser visto nas cores preta, lobeira, fulva ou amarela, tigradas ou não, sempre com marcas brancas; branca com marcas das cores precedentes.

## História
O Rafeiro do Alentejo é uma raça antiga da região do Alentejo. Acredita-se que descenda dos molossos do Médio-Oriente.
A chegada dos cães à Península Ibérica não é conhecida, pois eles podem ter vindo com alguns nómadas na pré-história, ou que tenham sido trazidos pelos romanos quando governou a região. Muitas vezes supõe-se que a raça esteja relacionada com o mastim tibetano, mas nenhuma prova disso existe. Talvez no futuro, evidências de ADN vai provar quando os cães chegaram e qual a sua ancestralidade é, mas por agora não há nenhuma prova, apenas lendas, conjeturas e especulações.
O que se sabe é que esta raça tem sido usada para mover o gado das montanhas do norte de Portugal (onde ficavam no verão) para as planícies do Alentejo (onde ficavam no inverno) e de volta para as montanhas (transumância). Devido às mudanças na agricultura e na pecuária, e da eliminação de predadores de grande porte, a raça deixou de ter uso económico e o número efetivo de exemplares registados começou a diminuir. Os criadores, no entanto, têm sido capazes de manter a raça viva, embora, em Portugal, ainda é considerada "vulnerável".
Acredita-se que o Rafeiro do Alentejo tenha sido difundido durante a época dos Descobrimentos, sobretudo pelos pescadores que visitavam regularmente a Terra Nova. É com base nesta teoria que se defende que o Rafeiro do Alentejo seja um dos antepassados do Cão da Terra Nova, o Newfoundland.
Sabe-se que o nome “Rafeiro do Alentejo” é utilizado desde o fim do século XIX. A designação vem provavelmente da concepção que a população fazia do cão: um cão rafeiro que era comum na região.
Apesar da antiguidade desta linha, o Rafeiro do Alentejo teve de esperar até meados do século XX para se ver livre da classificação de rafeiro. Ironicamente, o nome escolhido para a raça acabou por ser o nome colocado pela população. Em 1940, foi realizado um censo por dois cinófilos, António Cabral e Filipe Romeiras, para tentar determinar o número de Rafeiros do Alentejo que existiam na região. Este foi o ponto de partida para a realização do estalão e o reconhecimento da raça pelo FCI que veio em 1967. O Rafeiro do Alentejo é reconhecido pela Fédération Cynologique Internationale, junto com outras raças portuguesas (o Cão da Serra da Estrela e o Cão de Castro Laboreiro), no grupo 2 e secção 2. A "Associação dos Criadores Do Rafeiro do Alentejo" (ACRA) é o clube oficial desta raça em Portugal.
Contudo o reconhecimento da raça não proporcionou a popularidade que se esperava para o Rafeiro do Alentejo. O número de exemplares chegou mesmo a diminuir nas décadas seguintes. O êxodo rural e a desertificação do interior não ajudaram esta raça rústica que no início da década de 1980 via os seus exemplares reduzidos ao mínimo desde que começou a ser contabilizado o número de cães desta raça.
Hoje em dia, o Rafeiro do Alentejo é um cão conhecido em Portugal, com registos anuais entre 200 e 300 exemplares, conforme os anos, e é mais frequentemente mantido como companheiro e cão de guarda.

## Temperamento
O rafeiro do Alentejo não é um cão para um dono inexperiente. Sendo um cão de guarda é bastante territorial e agressivo para com estranhos que entram na sua propriedade. Por isso é indispensável que o seu raio de acção esteja bem delimitado e o terreno bem vedado. O ladrar é a primeira forma de defesa do território. A sua voz é grave e audível a grandes distâncias. É um cão de defesa, só atacando perante a percepção de ameaça.
Por ser um excepcional cão de guarda, defende com coragem o terreno e a família, estando especialmente atento durante a noite.
O rafeiro do Alentejo é um animal calmo, seguro de si com um carácter nobre e digno. Extremamente leal, é especialmente paciente com crianças. Gosta da atenção da família, mas recusa-se a aprender truques sem utilidade no seu trabalho. É bastante eficaz no gasto de energia e tentará ao máximo poupá-la para a sua actividade de guarda. Devido à sua rapidez é também utilizado na caça grossa.
Em casa, é bastante calmo e dócil. A raça amadurece bastante tarde apenas por volta dos quatro anos. Convive com outros animais, desde que estes tenham sido apresentados desde cedo.

## Saúde
Estima-se que a raça tem a esperança média de vida de 10 a 14 anos.
Poucos dados existem para problemas de saúde desta raça. No entanto, tal como na generalidade dos cães de grande porte , a displasia da anca é uma preocupação.
O pelo curto a médio do Rafeiro do Alentejo não exige muita manutenção. Escovagens semanais são suficientes para manter o pelo bem tratado. O rafeiro do Alentejo muda de pelo duas vezes por ano, necessitando de escovagens mais frequentes nestas alturas para remover os fios caídos. As otites também poderão ser um problema nesta raça, por isso recomenda-se cuidados redobrados na higiene das orelhas.
O banho deve ser dado apenas quando necessário, uma vez que a água e os produtos destroem a camada oleosa de proteção da pele dos cães.